# Minjilang
Minjilang – miejscowość położona na wyspie Croker, na obszarze Terytorium Północnego w Australii.